# Francisco May, Felipe Carrillo Puerto
Francisco May är en ort i Mexiko.   Den ligger i kommunen Felipe Carrillo Puerto och delstaten Quintana Roo, i den östra delen av landet, 1 200 km öster om huvudstaden Mexico City. Francisco May ligger 25 meter över havet och antalet invånare är 184.
Terrängen runt Francisco May är mycket platt. Runt Francisco May är det mycket glesbefolkat, med 4 invånare per kvadratkilometer. Närmaste större samhälle är San Felipe Berriozábal, 11,3 km söder om Francisco May. I omgivningarna runt Francisco May växer i huvudsak städsegrön lövskog.